# Manoir de la Chapelle (Notre-Dame-de-Courson)
Le manoir de la Chapelle est un édifice situé à Notre-Dame-de-Courson, en France.

## Localisation
Le monument est situé dans le département français du Calvados, à Notre-Dame-de-Courson, lieudit La Chapelle.

## Historique
Le logis est bâti à la fin du XVIe siècle puis agrandi. Des travaux sont réalisés au cours du XVIIIe siècle.
L'édifice est inscrit partiellement au titre des Monuments historiques depuis le 15 décembre 2003 : le logis et le pressoir en totalité, le sol de la cour plantée font l'objet de l'arrêté.

## Architecture
Les éléments conservés sont très intéressants, ayant « conservé l'essentiel de ses dispositions anciennes (structure de bois, hourdis, cheminées) ainsi qu'une partie de ses menuiseries du 16e siècle ».